# Protoparmelia cupreobadia
Protoparmelia cupreobadia är en lavart som först beskrevs av William Nylander och fick sitt nu gällande namn av Josef Poelt. 
Protoparmelia cupreobadia ingår i släktet Protoparmelia och familjen Parmeliaceae. Inga underarter finns listade i Catalogue of Life.